# Pterolophia rufescens
Pterolophia rufescens är en skalbaggsart som först beskrevs av Maurice Pic 1925.  Pterolophia rufescens ingår i släktet Pterolophia och familjen långhorningar. Inga underarter finns listade i Catalogue of Life.